# Al-Ahli-Stadion
Das Al-Ahli-Stadion (auch Hamad bin Khalifa Stadium) ist ein Fußballstadion mit Leichtathletikanlage in der katarischen Hauptstadt Doha. Es hat ein Fassungsvermögen von 20.000 Zuschauern. Der Hauptnutzer des Stadions ist der Fußballverein Al-Ahli SC, der hier seine Heimspiele austrägt.

## Geschichte
Die Spielstätte war eines von zwei Stadien der Fußball-Asienmeisterschaft 1988. Neben dem Eröffnungsspiel am 2. Dezember 1988 zwischen Katar und dem Iran fanden noch elf weitere Partien im Al-Ahli-Stadion statt. Unter anderem die Partie um Platz drei und das Endspiel zwischen Südkorea und Saudi-Arabien, welches die Araber mit 4:3 nach Elfmeterschießen gewannen.
Am 28. Oktober 1993 war das Al-Ahli-Stadion Austragungsort des Qualifikationsspiels zur Fußball-Weltmeisterschaft 1994 zwischen Japan und dem Irak. Die Begegnung ging in die japanische Fußballgeschichte als „Schmach von Doha“ ein, weil das Spiel 2:2 endete und die Japaner die Teilnahme am Turnier in den USA verpassten.